# 16. Marine-Infanterie-Division (Wehrmacht)
Die 16. Marine-Infanterie-Division (auch nur 16. Marine-Division) war ein deutscher nomineller Großverband im Zweiten Weltkrieg.

## Divisionsgeschichte
Die Division wurde Anfang März 1945 bei Steenwijk in den Niederlanden aufgestellt. Der Verband wurde aufgrund einer Anordnung Hitlers mit dem Ziel der Täuschung der Alliierten über den Abzug von deutscher Verbände aus den besetzten Niederlanden aufgestellt. Hierfür wurden in den Niederlanden möglichst viele Divisionen umbenannt.
Der Verband erreichte nie die Stärke einer vollen Division, auch wenn er aus Täuschungsgründen so benannt wurde.
Die 16. Marine-Infanterie-Division bestand formal nur rund zwei Monate von Anfang März 1945 bis zur deutschen Kapitulation am 8. Mai 1945.
Kommandeur war Kapitän zur See Carl Hollweg, ehemaliger Kommandeur des 4. Schiffs-Stamm-Regiments.

## Gliederung
- Marine-Schützen-Regiment 161 aus der 6. Schiffs-Stamm-Abteilung (Steenwijk), getarnt wohl das Füsilier-Bataillon 219 bzw. Grenadier-Bataillon 1919 der 219. Infanterie-Division
- Marine-Schützen-Regiment 162 aus der 10. Schiffs-Stamm-Abteilung (Assens), getarnt wohl das Füsilier-Bataillon 703 der 703. Infanterie-Division
- Marine-Schützen-Regiment 163 aus der 24. Schiffs-Stamm-Abteilung (Groningen), getarnt wohl das Grenadier-Regiment 579 der 703. Infanterie-Division
- Divisionspersonal aus dem 4. Schiffs-Stamm-Regiment, getarnt wohl das Grenadier-Regiment 604